# Escorpião Vermelho
Red Scorpion (bra/prt: Escorpião Vermelho) é um filme estadunidense de 1989, do gênero ação, dirigido por Joseph Zito, com roteiro de Jack Abramoff, Robert Abramoff e Arne Olsen.

## Sinopse
Nikolai, um agente soviético treinado como especialista em operações secretas (Spetsnaz), é enviado para uma nação africana com a missão de infiltrar e eliminar um líder rebelde. No entanto, ao testemunhar a violência e a opressão exercidas pelas forças soviéticas e cubanas contra a população local, Nikolai começa a questionar sua lealdade. 
Ele acaba se juntando aos rebeldes, liderados por um antigo membro do exército americano, e passa a lutar ao lado deles contra seus antigos camaradas soviéticos. Nikolai, agora conhecido como Escorpião Vermelho, lidera a resistência em um confronto final contra as forças soviéticas, mostrando sua nova lealdade aos rebeldes e sua determinação em combater a injustiça. 

## Recepção crítica
O crítico de cinema Kevin Thomas, do Los Angeles Times, descreveu o filme como "uma história em quadrinhos de ação ao vivo que, apesar de mostrar o carisma de Lundgren, provavelmente prejudicará sua carreira".